# Phyllodromica porosa
Phyllodromica porosa är en kackerlacksart som beskrevs av Bohn 1999. Phyllodromica porosa ingår i släktet Phyllodromica och familjen småkackerlackor.
Artens utbredningsområde är Spanien. Inga underarter finns listade i Catalogue of Life.